# Valerio Castello

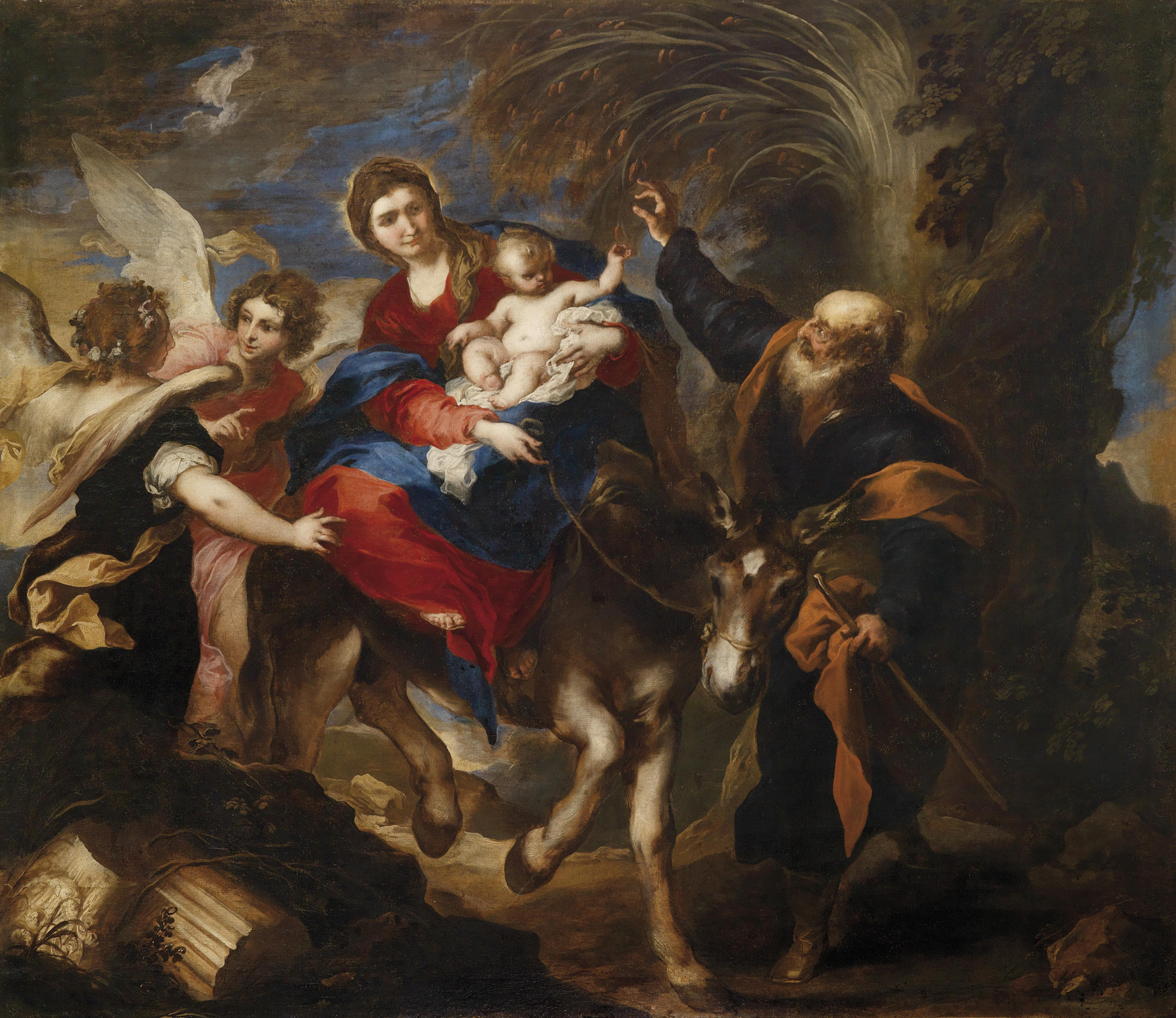
Die Flucht nach Ägypten, Öl auf Leinwand, Privatsammlung

Valerio (oder Valeriano) Castello (auch Bassanino oder Bassanini; * 15. Dezember 1624 in Genua; † 17. Februar 1659 ebenda) war ein italienischer Maler und Freskant und ein Hauptvertreter des Genueser Barock.

## Leben
Er war ein Sohn des Malers Bernardo Castello und dessen zweiter Frau Cristofina (oder Cristoforina) Campanella. Nachdem sein Vater bereits im Oktober 1629 gestorben war, als Valerio noch keine fünf Jahre alt war, kümmerte sich sein Bruder Torquato Angelo um ihn und sorgte zunächst für eine humanistische Ausbildung. Daneben soll der junge Valerio seine künstlerische Ausbildung zunächst nach den hinterlassenen Zeichnungen und anderen Werken seines Vaters begonnen haben.

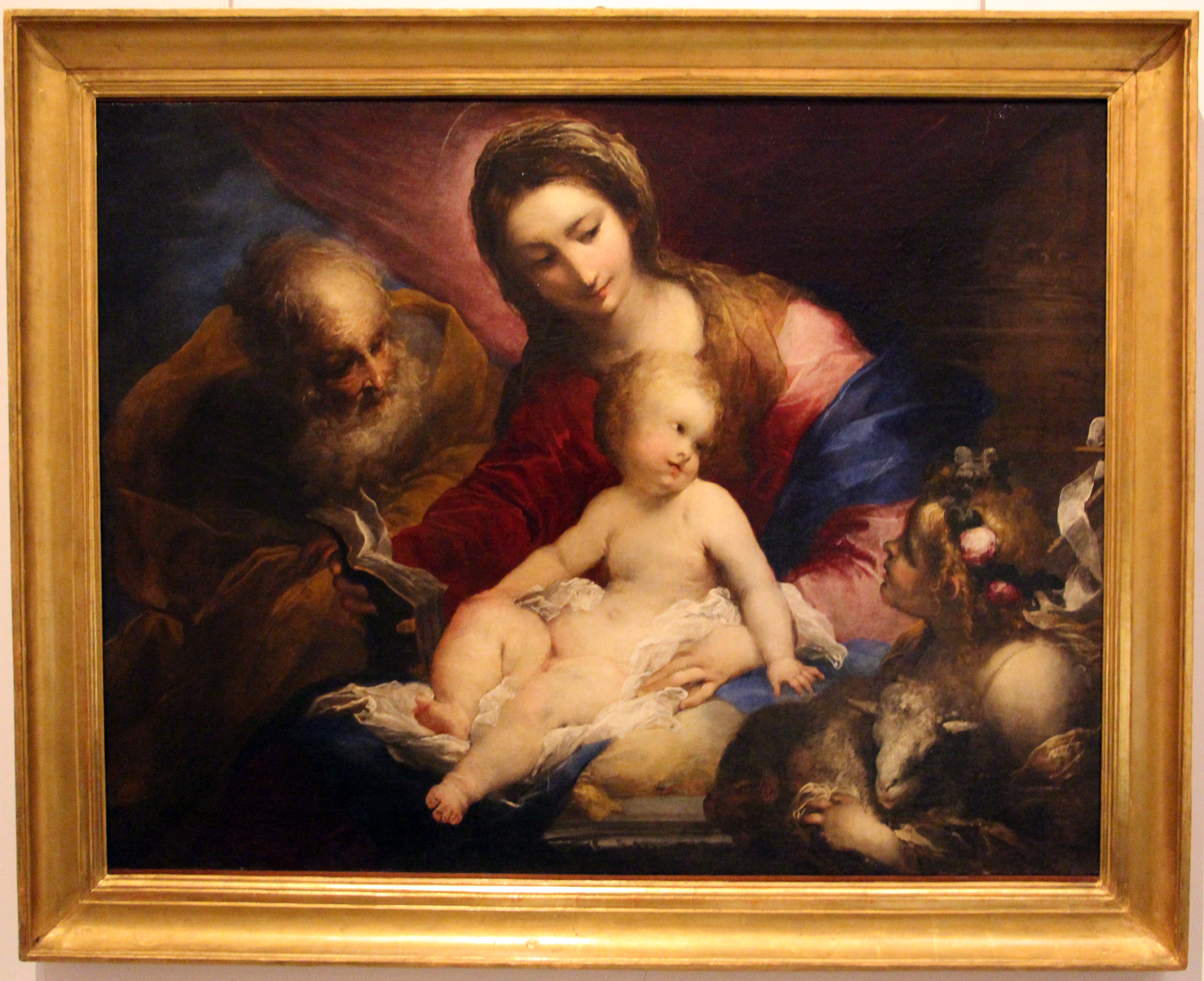
Die heilige Familie mit dem Johannesknaben, ca. 1646, Accademia Ligustica, Genua

Später trat er in die Werkstätten von Domenico Fiasella („il Sarzana“) und von Giovanni Andrea De Ferrari ein. In Castellos eigene Malerei flossen unterschiedlichste Einflüsse zusammen, die er in den Kirchen und Palästen von Genua kennenlernen konnte, darunter Fresken von manieristischen Künstlern wie Perin del Vaga (im Palazzo Doria), sowie Werke von Rubens, van Dyck und Giulio Cesare Procaccini, von denen sich in Genua zahlreiche Werke befanden.
Wahrscheinlich zwischen 1640 und 1646 unternahm er zusammen mit seinem Freund Agostino Merano, dem Bruder des Malers Giovanni Battista Merano, eine Reise nach Mailand, wo er seine Kenntnisse der Kunst Procaccinis und anderer Lombarden (wie Cerano, Morazzone und Cairo) ausbaute, und auch bereits mit der neuen Eleganz des Carlo Francesco Nuvolone in Berührung kam. Auf einer weiteren Reise nach Parma studierte er die Werke von Correggio und Parmigianino.
Von seinen frühen Biografen Soprani und Ratti wurde Valerio Castello als frühreifes, hochbegabtes und ganz eigenständiges Genie beschrieben, das trotz seines kurzen Lebens in unermüdlicher Arbeit ein relativ umfangreiches Werk von Fresken und Ölgemälden hinterließ. Eine chronologische Einordnung seiner Werke ist jedoch relativ schwierig, da nur wenige Bilder datiert sind und kaum Dokumente erhalten sind.

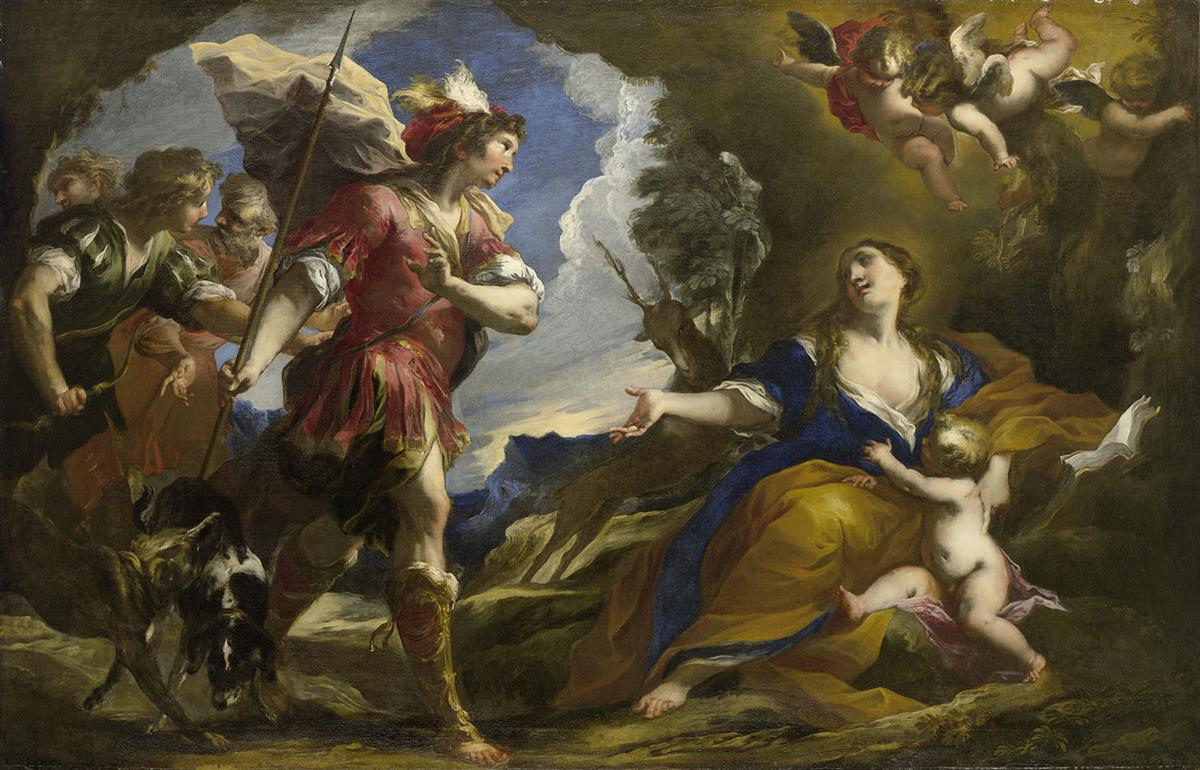
Legende der Hl. Genoveva von Brabant, ca. 1652, Wadsworth Atheneum, Hartford (Connecticut)

Eins seiner frühesten Werke war ein heute verlorenes Fresko an einer Häuserfassade der Piazza San Donato in Genua, mit einer Darstellung des Hl. Bernhard mit der Madonna und dem Kind. Dieses Bild wurde von seinen Zeitgenossen sehr bewundert und brachte ihm schnell weitere Aufträge ein. Zu den wenigen datierten Werken Valerio Castellos zählt ein 1648 geschaffenes Altarbild mit den Heiligen Sebastian, Laurentius und Rochus, in der Kirche San Siro in Santa Margherita Ligure. 1655 schuf er ein Altarbild in der Gemeindekirche von Recco mit den Hl. Markus Evangelist, Johannes d. Täufer, Caecilia, Georg und Lorenz. Aus demselben Jahr 1655 stammt eine Madonna mit Kind und dem Hl. Johannes d. Täufer und Georg im städtischen Museum Genua im Palazzo Luca Grimaldi („Palazzo Bianco“).
Castellos Werkstatt befand sich mitten in Genua im Sestiere della Maddalena, wo er wahrscheinlich auch wohnte. Er arbeitete vor allem für Sammler und kirchliche Auftraggeber in Genua und Umgebung, soll jedoch laut Soprani auch viele Werke an ausländische Kunden verkauft haben, besonders nach England und Frankreich.
Zu seinen bedeutendsten Werken gehören mehrere Fresken in der Kirche San Martino (Genua), von denen ein Marienzyklus und eine Rosenkranzmadonna in zwei Seitenkapellen als Frühwerke gelten, während das Fresko mit der Himmelfahrt Mariä am Triumphbogen ein Werk seiner Reifezeit ist. Besonders erwähnenswert sind außerdem ein Fresko mit der Verkündigung in Santa Marta (Genua), sowie vier Fresken zur Passion Christi, die er ursprünglich für die Kirche Santa Maria in Passione (Genua) zusammen mit Domenico Piola malte, und die sich heute im Museo di Sant’Agostino befinden.

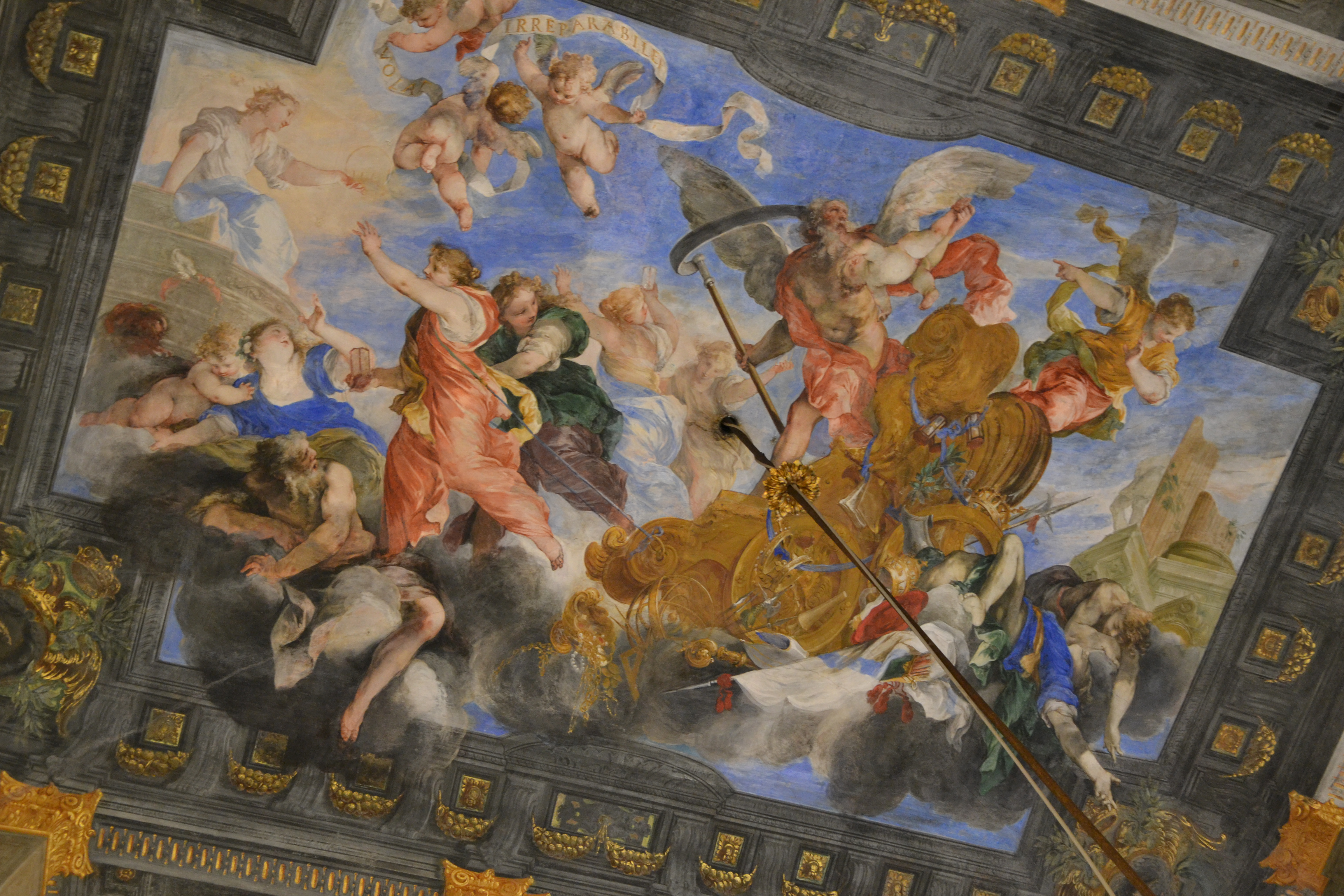
Allegorie der Zeit, Deckenfresko von Valerio Castello im Palazzo Balbi Senarega, Genua (1654–59)

Als Höhepunkte der barocken Freskenkunst nicht nur in Genua, sondern auch auf internationaler Ebene, gelten Valerio Castellos mythologische Dekorationen in der Galerie und in einigen Salons des Palazzo Balbi-Senarega, die er gemeinsam mit dem Quadraturmaler Andrea Seghizzi schuf. Ebenfalls bedeutend sind seine allegorischen Fresken im Palazzo Durazzo, die in Zusammenarbeit mit Giovanni Maria Mariani Ascolano entstanden.
Während der Pest-Epidemie im Jahr 1657 machte Castello am 26. Juni sein Testament, und bedachte darin seine Mutter Cristofina, sowie seine Halbgeschwister Tecla Maddalena und Torquato Angelo (beide aus erster Ehe seines Vaters). Am 12. Oktober desselben Jahres heiratete er Paola Maria De Ferrari in der Kirche San Martino.
Valerio Castello starb am 17. Februar 1659 plötzlich und unerwartet mit nur 34 Jahren und wurde in der Gruft seines Vaters in einer Kapelle der Kirche San Martino in Genua beigesetzt.
Laut Soprani zählten zu seinen Schülern Giovanni Battista Merano, Bartolomeo Biscaino, Giovanni Paolo Cervetto und Stefano Magnasco.

## Stil
Valerio Castellos Kunst ist erstaunlich vielfältig, besonders wenn man seine kurze Lebensspanne berücksichtigt. Seine Malerei zeichnet sich durch Eleganz, Anmut und einen weichen, aber bewegten Lyrismus aus. Seine dynamischen Kompositionen malte er mit einer freien, lockeren Pinselführung, sein Kolorit ist zuweilen noch etwas vom Tenebrismus beeinflusst, manchmal auch hell und klassizistisch freundlich, aber immer farbenfroh und ausgewogen. Stilistisch gehört er zu den modernsten und progressivsten Malern seiner Zeit: viele seiner Bilderfindungen weisen bereits auf den Hoch- und Spätbarock voraus.

## Werke
Im Herzog-Anton-Ulrich Museum Braunschweig:
- Venus in der Schmiede des Vulkan, Öl auf Leinwand, H93 × B82 cm
- Die Anbetung der Hirten, Öl auf Leinwand, H173 × B213 cm

In der Gemäldegalerie Alte Meister Dresden:
- Die Anbetung der Könige, Öl auf Leinwand, H54,5 × B60 cm
- Die Ehebrecherin vor Christus, Öl auf Leinwand, H148 × B199 cm
- Die Darstellung im Tempel, Öl auf Leinwand, H55 × B59 cm

## Bildergalerie

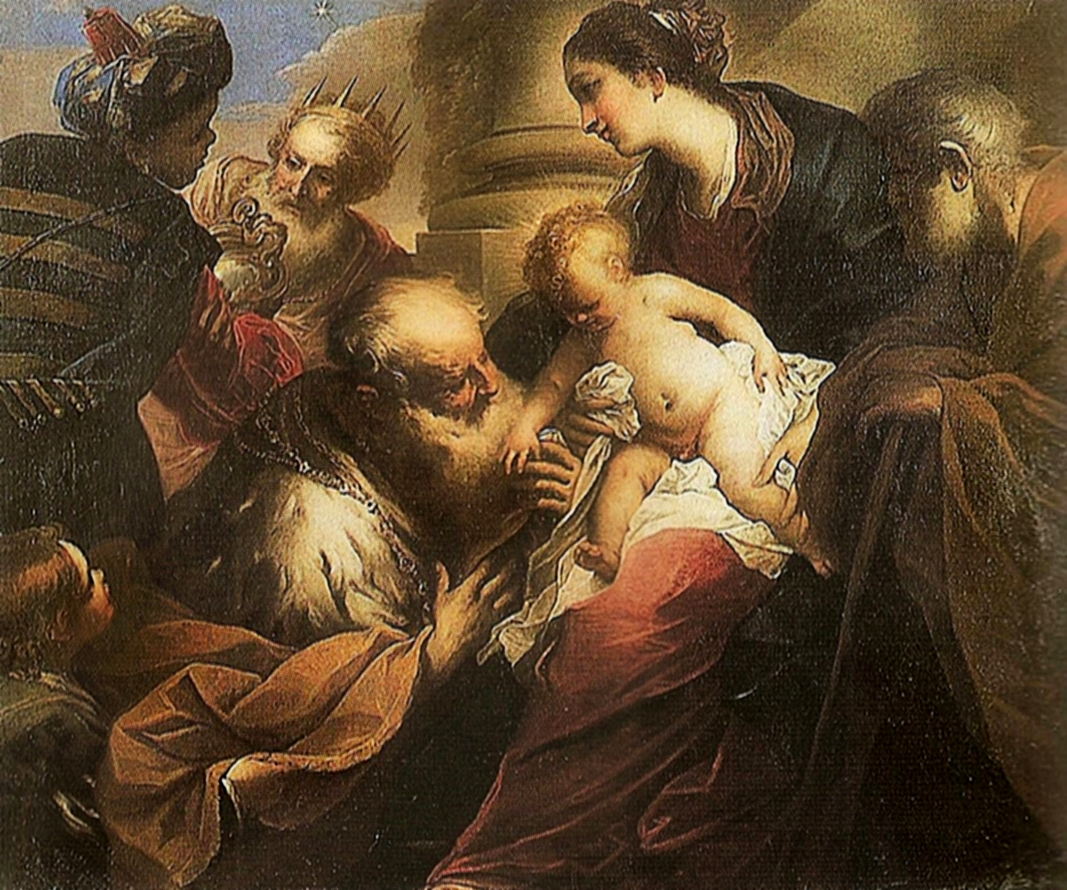
Anbetung der Könige, Öl auf Leinwand, 122 × 148 cm, Musée des Beaux-Arts, Straßburg
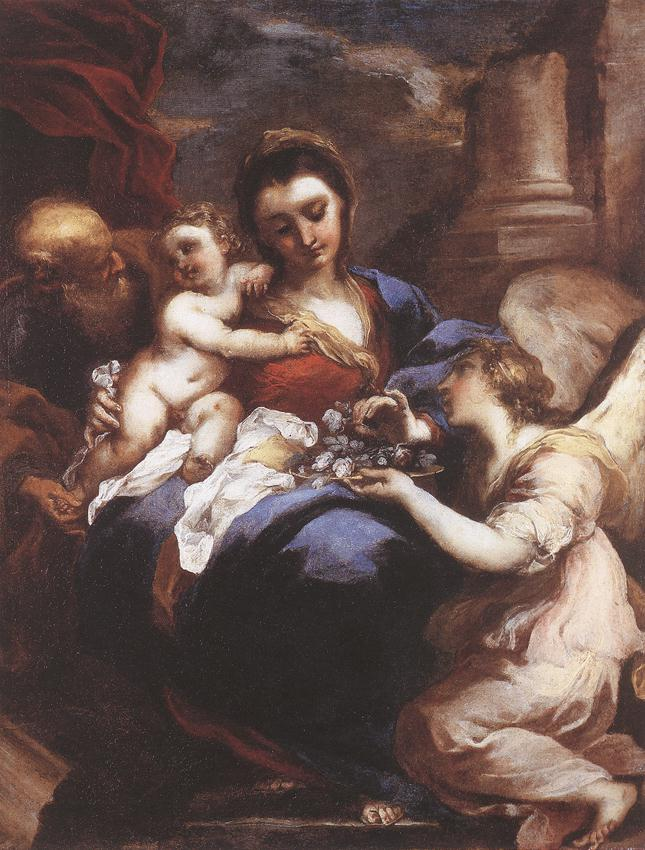
Heilige Familie mit Engel, Öl auf Leinwand, 74,5 × 62,5 cm, Privatsammlung
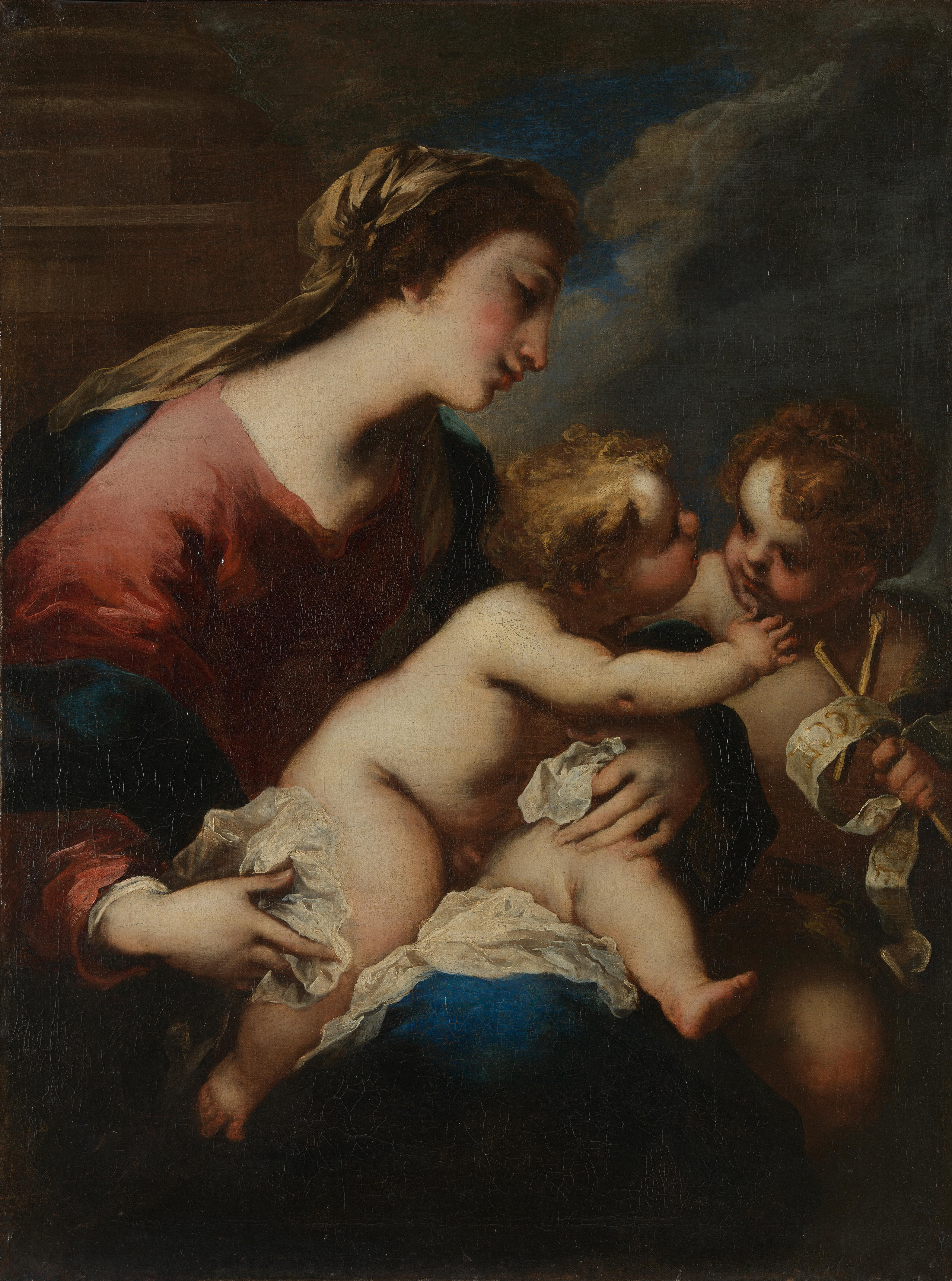
Madonna mit Kind und Johannes d. Täufer, um 1650, Öl auf Leinwand, 99,0 × 73,9 cm, National Gallery, London
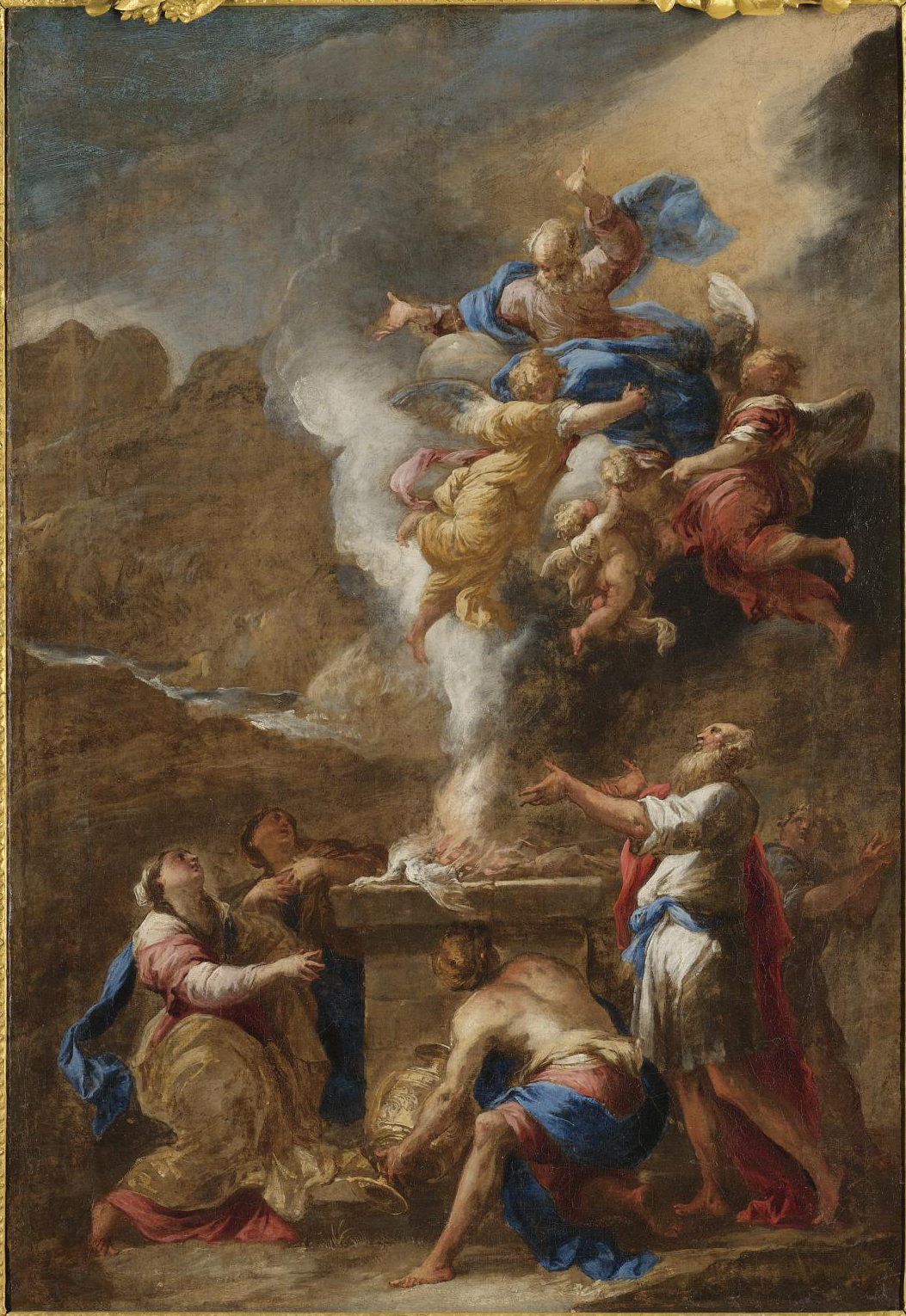
Das Opfer des Noah (Bozzetto ?), Öl auf Leinwand, 80 × 55 cm, Privatsammlung
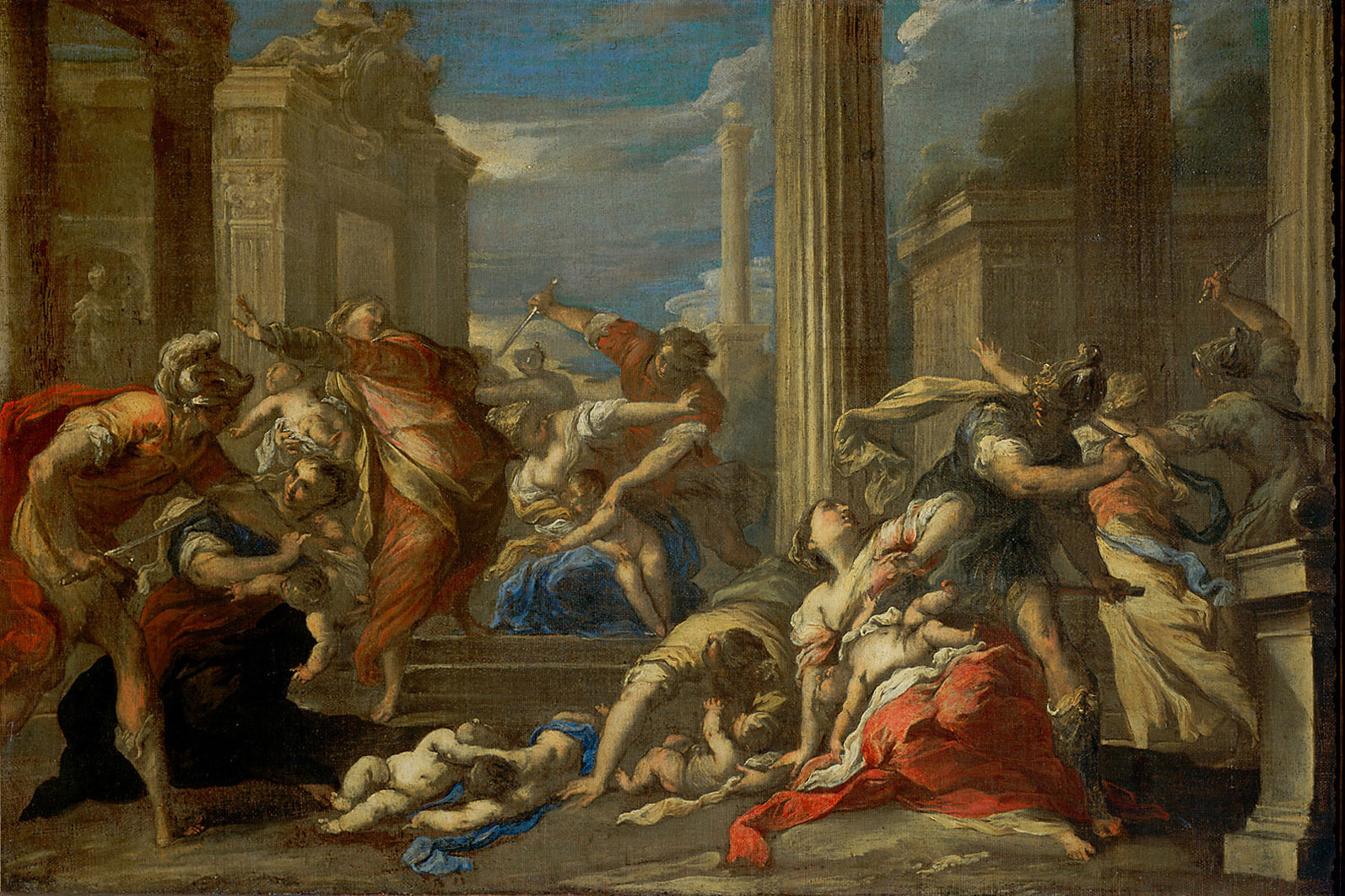
Bethlehemitischer Kindermord (Bozzetto ?), Öl auf Leinwand, 61 × 91 cm, Kunsthistorisches Museum, Wien
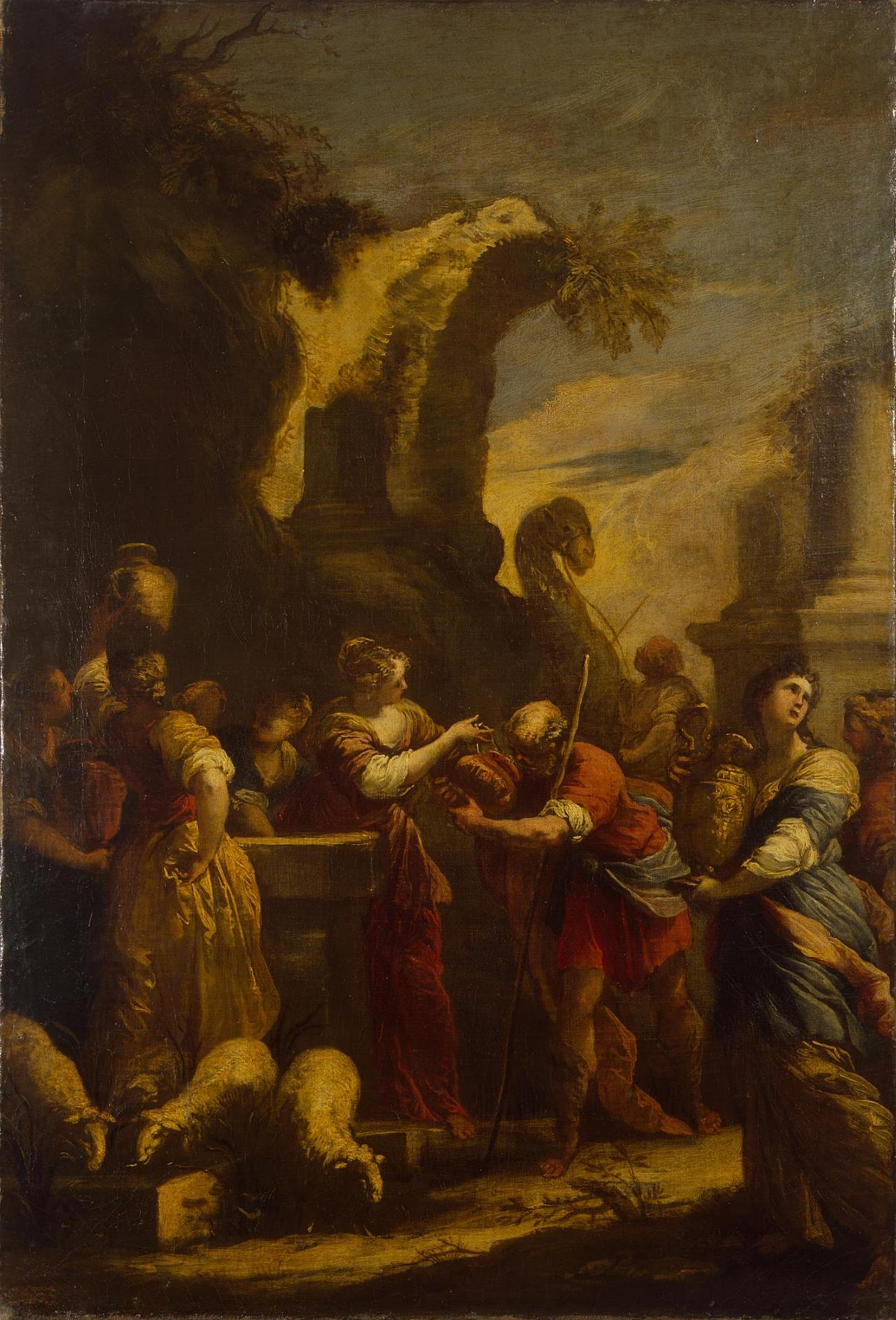
Rebecca am Brunnen, 1644–46, Öl auf Leinwand, 80 × 56 cm, Eremitage, Sankt Petersburg